# 辻元一郎
辻元 一郎（つじもと いちろう、1929年（昭和4年）1月28日 - 1989年（平成元年）3月1日）は、日本のアメリカ文学者。
大阪府生まれ。1955年京都大学文学部英文科卒業、京都大学大学院文学研究科英文専攻修士課程修了。大谷大学講師の後、1957年鹿児島大学講師、1963年滋賀大学助教授、神戸大学教育学部助教授、教授を務めた。1989年、急性心不全のため死去。

## 著書
- 『アメリカの短編小説』東出版、1966
- 『アメリカ短篇小説研究』興文社、1972
- 『ポオの短篇論研究』風間書房、1989

## 参考
- 『アメリカ短篇小説研究』著者紹介
- 『人物物故大年表』